# Col Rodella
Der Col Rodella (ladinisch Col Rodela) ist ein 2484 m s.l.m. hoher Gipfel am südlichen Rand der Langkofelgruppe. Er zählt zu den bekanntesten Aussichtsbergen der Dolomiten.

## Lage und Beschreibung
Der kuppelförmige Gipfel liegt im oberen Fassatal oberhalb von Campitello di Fassa am Eingang zum Val Duron. Der Col Rodella ugehört zu den mit Almwiesen bedeckten Ausläufern der Langkofelgruppe. An seiner zum Fassatal gewandten Südseite befindet sich eine etwa 150 m hohe Felswand aus Kalkstein, die als Kletterwand dient. Auf seine Ostseite führt die Col-Rodella-Seilbahn von Campitello di Fassa bis wenig unterhalb des höchsten Punktes. Sie wird insbesondere von Paragleitern und Hängegleitern genutzt, die den Col Rodella als Startplatz nutzen.
An seiner Nordseite liegen mehrere Sessellifte des zur Sellaronda gehörenden Skigebietes Belvedere – Val di Fassa. Der Gipfel ist durch zwei große Sendemasten leicht auszumachen.

## Routen und Stützpunkte
Im Gegensatz zu den anderen Gipfeln der Gruppe ist der Col Rodella kein reiner Felsgipfel und relativ einfach vom Sellajoch (2218 m) in etwa einer Stunde aus zu erreichen. Das Landschaftsbild zwischen Sellajoch und Col Rodella ist allerdings durch zahlreiche Aufstiegsanlagen und Lawinenverbauungen etwas beeinträchtigt. Durch die felsige Südwand führen mehrere Kletterrouten, die bis zum Schwierigkeitsgrad UIAA VI reichen. Sie wurde erstmals am 14. Juli 1904 durch Teodor Trukstorfer und seinem Bergführer Luigi Rizzi begangen. Des Weiteren finden sich an der Südwand mehrere Klettergärten mit zahlreichen Routen bis zum Schwierigkeitsgrad UIAA VII. An seiner felsigen Südseite befindet sich der Col-Rodella-Klettersteig. Als Stützpunkte dienen zwei am Col Rodella liegende Schutzhütten, das gleichnamige Rifugio Col Rodella am Gipfel sowie das unterhalb davon liegende Rifugio Des Alpes (2389 m).

## Flora
Trotz des anthropogenen Druckes und der zahlreichen Verbauungen, ist der Col Rodella für seine artenreichen Hochgebirgsflora bekannt, darunter auch einige seltene endemische Arten. Überraschend ist vor allem die Konzentration der Arten auf einem relativ engen Raum. Zu den erwähnenswerten Arten, die zwischen Juni und Ende August am oder in unmittelbarer Nähe des Col Rodella blühen, gehört beispielsweise das zwischen Sellajoch und Col Rodella anzutreffende Kärntner Tauernblümchen. Weiters anzutreffen sind im Bereich des Rifugio Des Alpes die Goldprimel, der seltene und in Italien nur in den Ostalpen vorkommende Liegende Enzian, der ebenfalls seltene Zwerg-Haarschlund und die Kleine Mutterwurz.

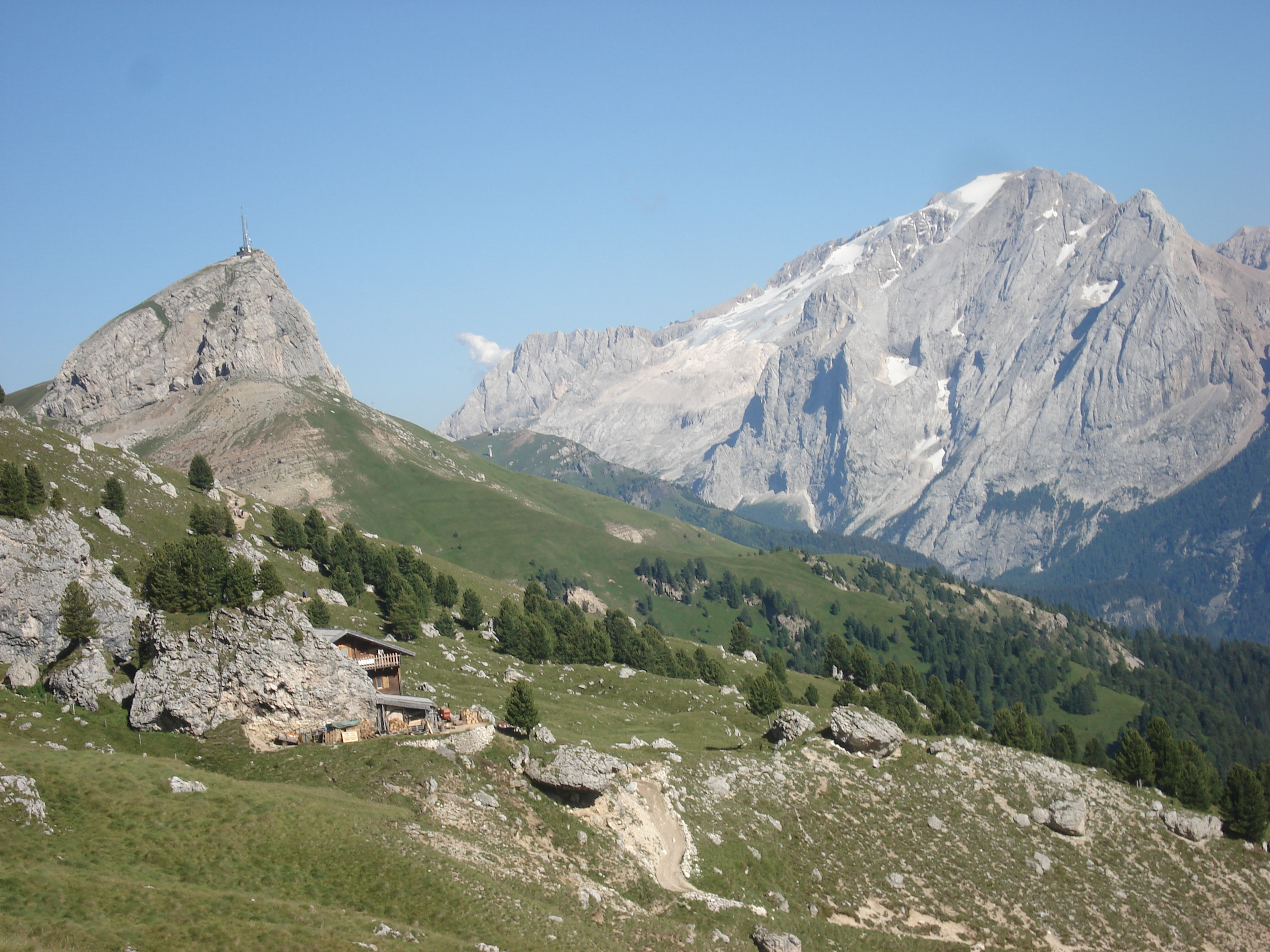
Der Col Rodella mit der Marmolata im Hintergrund
Die Bergstation der Col-Rodella-Seilbahn (rechts)
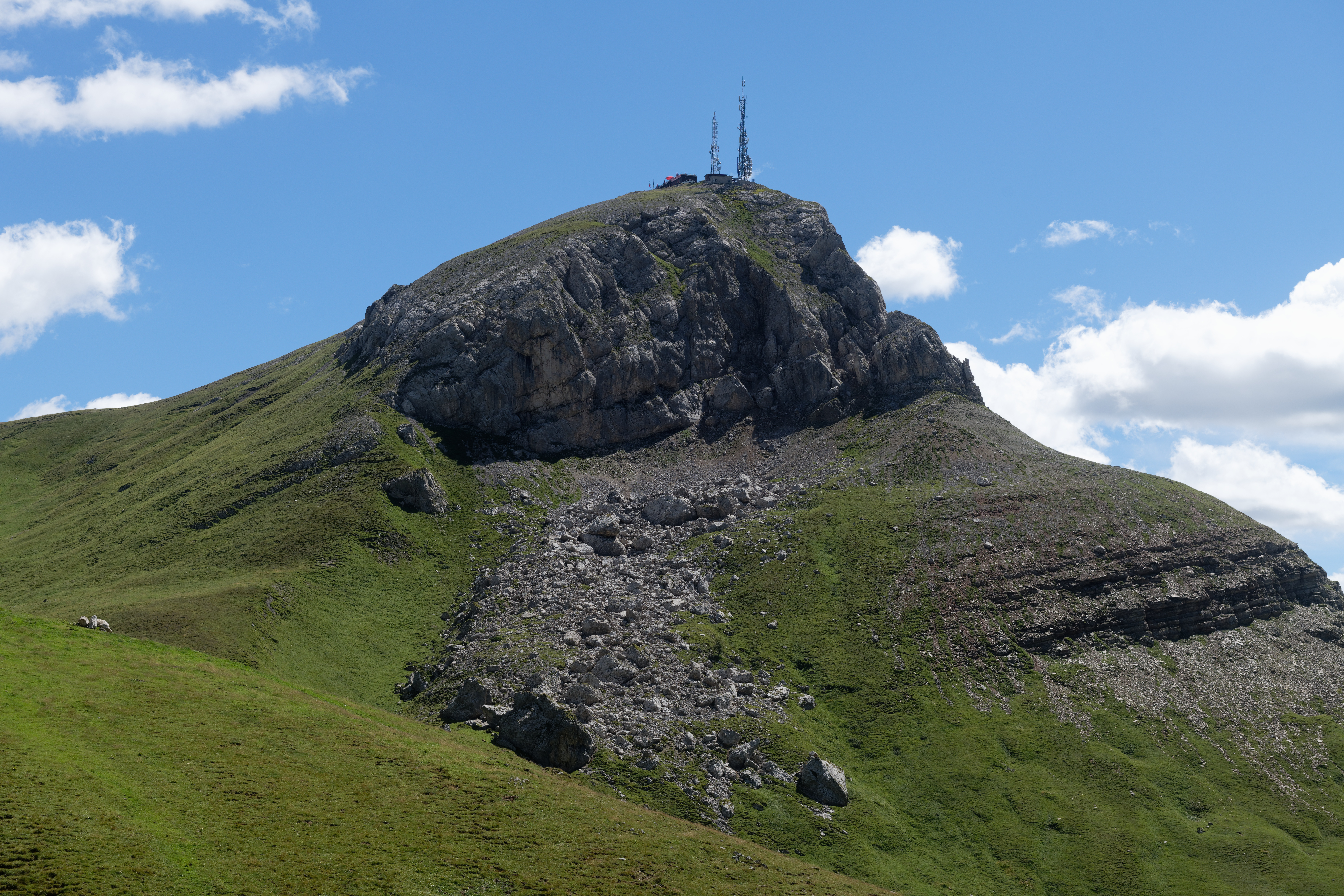
Die felsige Südseite